# AOL
AOL Inc. (NYSE: AOL, колишня America Online, Inc.) — американська медіакомпанія, постачальник онлайн сервісів та електронних дощок оголошень. Є дочірнім підприємством Verizon Communications. Компанія володіє вебсайтами The Huffington Post, TechCrunch та Engadget, та покриває цифрове поширення вмісту, продуктів та послуг до користувачів, видавців та рекламодавців.

## Історія
1983 заснована Control Video Corporation (CVC), Білом вон Мейстером. Вона давала можливість через онлайн послугу GameLine завантажувати відео ігри за 1 долар.
1985 року компанія майже збанкрутувала й Джин Кімсі створив Quantum Computer Services з залишків CVC. Був забезпечений інтернет зв'язок для комп'ютерів Commodore 64 та Apple II. 1988 до зв'язку було додано IBM-PC сумісні комп'ютери.
1989 року була змінена назва на America Online.
У середині 1990-х років Америка Онлайн була головним брендом американського інтернету, коли вона постачала інтернет мільйонам через телефонні модеми. Америка онлайн мала свій месенджер й згодом інтернет браузер після купівлі Netscape. На піку свого розвитку АОЛ була придбана медіа корпорацією Time Warner й швидко зменшилася зі зменшенням популярності діал-ап.
8 червня 1998 р. компанія AOL придбала Mirabilis, власника ICQ, за 407 млн дол. США.
24 листопада 1998 року придбала Netscape за 4,2 мільярда доларів США.
2001 року Америка онлайн злилася з Time Warner й сформувала нову корпорацію AOL Time Warner, Inc, де 55 % акцій належало акціонерам АОЛ.
2005 року запустили проєкт AOL Explorer для безкоштовного завантаження.
2006 року AOL припинила використовувати повне ім'я America Online.
2007 року головний офіс компанії переїхав з Даллесу (Вірджинія) до Нью-Йорка.
2009 року АОЛ під керівництвом поточного головного директора Тіма Армстронга відділилася від Тайм Ворнер й сфокусувалася на медіа брендах й рекламних технологіях.
8 липня 2010 року сервіс ICQ (дочірні компанії ICQ LLC та ICQ Ltd.) продано компанії Digital Sky Technologies Limited за $187,5 млн дол. США.
2011 року АОЛ придбало інтернет-газету The Huffington Post за 315 млн доларів.
2012 року придбано Hipster, компанію з мобільного поширення фотографіями.
23 червня 2015 року АОЛ була придбана Verizon Communications за 4,4 млрд доларів. У наступні місяці АОЛ придбала у Microsoft технічні підприємства Millennial Media й Kanvas для збільшення можливостей мобільної реклами.